# 塞贊波爾角
塞贊波爾角（英語：Cézembre Point），是南極洲的山峰，位於阿黛利地，處於馬熱里角東北面1公里，在1950年由法國探險隊繪入地圖和命名，現時由南極條約體系管理。